# Stasys Sabaliauskas
Stasys Sabaliauskas (* 9. Apriljul. / 22. April 1905greg. in Kaunas; † 16. April 1927 ebenda) war ein litauischer Fußball- und Basketballspieler sowie Leichtathlet. Er war der Bruder von Zigmas Sabaliauskas, der ebenfalls Fußballspieler war. Mit der Litauischen Fußballnationalmannschaft nahm er an den Olympischen Sommerspielen 1924 teil.

## Karriere und Leben
Stasys Sabaliauskas wurde in Kaunas, im Gouvernement Kowno, im damaligen Russischen Kaiserreich geboren. Sabaliauskas spielte von 1923 bis zu seinem gewaltsamen Tod 1927 für den Fußballverein Kovas Kaunas aus seiner Geburtsstadt, der einer der besten litauischen Vereine der Zwischenkriegszeit war. Mit dem Verein aus dem Stadtteil Šančiai gewann er 1924, 1925 und 1926 dreimal infolge die Litauische Meisterschaft.
Der Stürmer spielte zudem in der Litauischen Fußballnationalmannschaft. Mit der Mannschaft nahm er 1924 am olympischen Fußballturnier in Paris teil. Nach dem Ausscheiden in Paris verlor Sabaliauskas mit Litauen in einem Freundschaftsspiel, das ebenfalls in der Stadt ausgetragen wurde, gegen Ägypten. Das Länderspiel endete mit einer 0:10-Niederlage, die bis heute die höchste in der Länderspielgeschichte Litauens darstellt. (Stand: April 2024) Bis 1926 absolvierte Sabaliauskas noch drei weitere Länderspiele und erzielte dabei in jedem Spiel ein Tor. In zwei der Länderspiele trug er außerdem die Kapitänsbinde. Bis 1930 hielt Sabaliauskas Litauens Torrekord für internationale Länderspiele.
Mit Kovu Kaunas wurde Sabaliauskas 1925 Litauischer Basketballmeister. Er war Teil der Litauischen Basketballnationalmannschaft im ersten offiziellen Länderspiel gegen Lettland am 13. Dezember 1925. Ein Jahr später absolvierte er sein letztes von zwei Länderspielen.
Bei den litauischen Leichtathletikmeisterschaften gewann er 1923 Silber im Dreisprung und im Speerwurf und 1926 Gold im Kugelstoßen.
Im Jahr 1927 schloss er sein Studium in Kaunas ab. Er starb im selben Jahr kurz vor seinem 22. Geburtstag, als ihn ein Räuber erschoss.

## Erfolge
mit Kovas Kaunas:
- Litauischer Meister: 1924, 1925, 1926